# Reid Carolin
Gordon Reid Carolin (Lake Forest, 10 gennaio 1982) è un produttore cinematografico e sceneggiatore statunitense.

## Biografia
Nato in Illinois, dopo essersi diplomato all'Harvard College frequenta il programma di regia cinematografica della New York University.
Tra i suoi primi lavori, vi è la produzione del film Stop-Loss, diretto da Kimberly Peirce per la Paramount Pictures.
Nel 2010 è sceneggiatore e produttore del documentario della HBO Earth Made of Glass, incentrato sugli eventi post-genocidio del Ruanda del 1994. Il film viene presentato in concorso al Tribeca Film Festival e ottiene una candidatura come miglior documentario ai Producers Guild of America.
Carolin è presidente della Iron Horse Entertainment, una compagnia di produzione fondata nel 2010 assieme all'amico e socio Channing Tatum. Carolin è inoltre cofondatore, assieme a James Lawler, di Constellation (www.costellation.tv) un servizio on-line su eventi live interattivi e film in streaming, che permette agli utenti registrati di chattare con altri utenti, registi e attori.
Nel 2012 scrive la sceneggiatura di Magic Mike, diretto da Steven Soderbergh e incentrato sul mondo dello spogliarello maschile con protagonista l'amico Channing Tatum. Magic Mike è il suo primo lungometraggio per il cinema, di cui è anche produttore e attore in un piccolo ruolo. Ha anche composto musica addizionale per la colonna sonora del film romantico La memoria del cuore.
Tra gli altri lavori legati alla filantropia, Carolin fa parte del consiglio di amministrazione del Red Feather Development Group, un'organizzazione no-profit dedicata a fornire alloggi sostenibili per l'American Indian Reservations.

## Filmografia

### Produttore
- Stop-Loss, regia di Kimberly Peirce (2008)
- Earth Made of Glass, regia di Deborah Scranton (2010) - documentario
- 10 Years, regia di Jamie Linden (2011)
- Magic Mike, regia di Steven Soderbergh (2012)
- Sotto assedio - White House Down (White House Down), regia di Roland Emmerich (2013)
- 22 Jump Street, regia di Phil Lord e Chris Miller (2014)
- Magic Mike XXL, regia di Gregory Jacobs (2015)
- La truffa dei Logan (Logan Lucky), regia di Steven Soderbergh (2017)
- Magic Mike - The Last Dance (Magic Mike's Last Dance), regia di Steven Soderbergh (2023)
- Spaceman, regia di Johan Renck (2024)

### Sceneggiatore
- Earth Made of Glass, regia di Deborah Scranton (2010) - documentario
- Magic Mike, regia di Steven Soderbergh (2012)
- Magic Mike XXL, regia di Gregory Jacobs (2015)
- Magic Mike - The Last Dance (Magic Mike's Last Dance), regia di Steven Soderbergh (2023)